# Лео (историчар)
Аракел Григори Бабаханијан (Шуша, 14. април 1860 — Јереван, 14. новембар 1932), познатији под именом Лео, био је јерменски историчар, писац, критичар и професор на Јереванском државном универзитету . Најпознатији је по томе што је написао вишетомно дело о историји Јерменије. Лео је заузео критички став у испитивању неких од најважнијих питања јерменске историје, књижевности и савремених проблема раног 20. века.

## Биографија
Лав је рођен 14. априла 1860. године у граду Шуши у области Горског Карабаха, који је тада био у саставу Руске империје . Био је једно од неколико деце Григора Бабаханијана, скромног кројача (касније звонара). Завршио је месну школу у Шуши 1878. Због смрти његовог оца 1879. године, Лео није могао да похађа универзитет и почео је да ради да би издржавао своју породицу. Запослио је неколико послова у Шуши и Бакуу као нотарски чиновник, телеграфиста и управник штампарије под називом Aror („Плуг“). Први пут је почео да пише крајем 1870-их. Од 1895. до 1906. Лео је радио као новинар и секретар у Тбилису за утицајне новине на јерменском језику Mshak („Тиллер“). Лав ће касније постати уредник Mshak 1918. Године 1906. почео је да предаје у Геворгијанској богословији у Ејмиатсину, иако се годину дана касније вратио у Тбилис и посветио се свом академском раду.
У политичком смислу, Лео се противио политици Јерменске револуционарне федерације ( Dashnakts’ut’yun ) и био је члан Јерменске популистичке партије, придруживши јој се 1917. Совјетски извори, међутим, тврде да Лео није био повезан ни са једном политичком странком. Био је саветник и саветник делегације Сејма Закавкаске Демократске Федеративне Републике током преговора са Османлијама у Трабзону у марту 1918. Био је председник Јерменског патриотског удружења Карабаха од 1918. до 1920. Године 1919, за време постојања Прве републике Јерменије, Лав је посетио Јереван да би учествовао као гостујући предавач у јавном образовном програму који је организовао министар просвете Никол Агбалијан . Лео је поздравио совјетизацију Јерменије 1920. и понудио своје услуге новооснованој држави. Позван је да предаје историју и друге предмете из јерменологије на Јереванском државном универзитету 1924. Године 1925. добио је чин професора и постао члан Академије наука и уметности Јерменске ССР, претходнице Републичке академије наука . Лео је наставио да предаје, истражује и пише све до своје изненадне смрти. Умро је у Јеревану 14. новембра 1932.

## Каријера
Лав никада није стекао високо образовање и његово знање и ерудиција је скоро у потпуности био самоук. Први пут је почео да пише крајем 1870-их. Током година писао је за разне јерменске новине и часописе, као што су Mshak, Ardzagank’, Armenia, Murch и Handes Amsorya . Био је под утицајем либералних националистичких писаца Рафија и Григора Артсрунија (оснивача Mshak ). Отприлике од 1880. до 1900. Лео је углавном писао белетристике, критике и чланке о савременим темама, док се од 1900. па надаље фокусирао на писање историје. 1901–1902. објавио је двотомно дело под називом Haykakan tpagrut’yun (јерменска штампа), које проучава културни, интелектуални и политички живот Јермена између КСВИ и КСВИИИ века.
Најистакнутије Леово дело је његова тротомна Историја Јерменије ( Patmut’yun Hayots’, том 1, првобитно објављен у Тбилису, 1917; томови 2 и 3, Јереван, 1946–1947; поново објављен 1966–73). Његово дело прати јерменску историју од њених почетака до краја деветнаестог века, са изузетком периода који се протеже од једанаестог до петнаестог века (трећи том почиње у шеснаестом веку, док се други том завршава у једанаестом). Посебан значај придаје политичким, културним и друштвеним питањима која су окруживала јерменски живот и улози коју су суседи Јерменије играли у историји земље. Леова историја је цењена због широке употребе примарних и секундарних извора и због свог ангажованог и разумљивог стила. Након што је совјетски руски писац Андреј Битов посетио Јереван 1960. године, приметио је да „није ушао ни у једну кућу која није имала позната три тома Лавове Историје Јерменије “.
Поред својих историјских и друштвено-политичких списа, Лав је писао и неке књижевне критике, преводе европских аутора, као и низ белетристичких дела у стилу реализма . Ова дела су укључивала кратке приче, романе и драме, од којих скоро сви датирају из ранијег дела његове каријере. За Лава је књижевност била важнија као средство моралног и интелектуалног васпитања него као облик уметничког изражавања. Уобичајена тема његових кратких дела је заосталост и беда јерменског сеоског живота. Његове приче смештене у градовима приказују неправде капиталистичког система. Неколико његових кратких прича и његов роман Melik’i aghjikë (Меликова ћерка) смештени су у његов родни Карабах.

## Даља литература
- (на јерменском) Ohanian, A. K. Leoyi gegharvestakan steghtsagortsutʻyune [Leo's artistic output]. Yerevan: Armenian Academy of Sciences, 1969.
- (на јерменском) Leo. Tʻiwrkʻahay heghapʻokhutʻean gaghapʻarabanutʻiwne [The ideology of the Turkish Armenian revolution], 2 vols. Paris: Tpagr. Pahri Eghbarts, 1934–1935.
- (на јерменском) Leo. Yerkeri zhoghovatsu [Collected Works]. 10 volumes. Yerevan: Hayastan Publishing, 1966–1973.